# Xylocopa nigroplagiata
Xylocopa nigroplagiata är en biart som beskrevs av Conrad Ritsema 1876. Xylocopa nigroplagiata ingår i släktet snickarbin, och familjen långtungebin. Inga underarter finns listade i Catalogue of Life.